# Pierre Bailloquet
Pierre Bailloquet, francoski jezuit in misijonar, * 14. oktober 1612, † 7. junij 1692.
Leta 1647 je prispel v Quebec, kjer je nato naslednjih 45 let preživel kot misijonar med severnoameriški staroselci na področju med Acadio in Illinoisom.